# Junior Mendes
Junior Mendes (Londra, 15 settembre 1976) è un ex calciatore montserratiano, di ruolo attaccante.

## Carriera

### Club
Ha sempre giocato in squadre britanniche.

### Nazionale
Dal 2004 al 2012 ha giocato 8 partite e segnato una rete nella nazionale di Montserrat.

## Palmarès

### Club

#### Competizioni nazionali
- Scottish Championship: 1

St. Mirren: 1999-2000
- Football Conference: 1

Aldershot Town: 2007-2008
- Conference League Cup: 1

Aldershot Town: 2007-2008